# Айроло
Айроло (італ. Airolo) — громада в Швейцарії в кантоні Тічино, округ Левентіна.

## Географія
Громада розташована на відстані близько 100 км на південний схід від Берна, 50 км на північний захід від Беллінцони.
Айроло має площу 94,4 км², з яких на 2,8 % дозволяється будівництво (житлове та будівництво доріг), 29,5 % використовуються в сільськогосподарських цілях, 23,8 % зайнято лісами, 43,9 % не є продуктивними (річки, льодовики або гори).

## Демографія
2019 року в громаді мешкало 1481 особа (-4,9 % порівняно з 2010 роком), іноземців було 23,9 %. Густота населення становила 16 осіб/км².
За віковим діапазоном населення розподілялося таким чином: 16,3 % — особи молодші 20 років, 56,9 % — особи у віці 20—64 років, 26,7 % — особи у віці 65 років та старші. Було 722 помешкань (у середньому 2 особи в помешканні).
Із загальної кількості 891 працюючого 58 було зайнятих в первинному секторі, 321 — в обробній промисловості, 512 — в галузі послуг.